# 羽衣 (衣装)
羽衣（はごろも/はねごろも/うい）は、中国や日本の神仙・天女伝説をはじめ、世界各地の幾つかの伝統や伝承にみつかる鳥羽でこしらえた（とされる）衣装、または昇天・飛翔の能力をもたらす衣装である。
ゲルマン神話における「羽衣」（fjáðrhamr）は、文字通りならば「羽の皮[衣]」で、着ると神々や巨人に「鳥変身力」・「飛翔力」をもたらすが、あるいはその「能力」発揮の婉曲的表現ともとれる。他にも三人のヴァルキュリャの白鳥処女説話があり、天女の羽衣伝説と通ずる。また、このヴァルキュリャの夫のひとり、鍛冶師ヴェルンドが、鳥の羽でこしらえた「人工翼」をもちいて脱出した話があり、これが「羽衣」の類似品、または「羽衣」そのものとされる。
中世アイルランドでも、筆頭詩人に羽衣を着用する栄誉が与えられた。
ハワイのアフウラは神話に登場するのみでなく、鳥の羽で製作された羽衣（特にマント）の例が現存する。他にもポリネシア文化圏や南米の羽衣も存在する。

## 日本
日本にも伝わる天女が「羽衣」を持つ伝承が知られる。
また、女性に化けた鶴が自身の羽毛を使って機織りを行った『鶴の恩返し』は伝承としてよく知られる。
日本書紀にて小彦名命が鷦鷯(ミソサザイ)の羽根を以て衣とし、日本の上代における鳥羽の衣装への使用を物語っている。
漢字で「羽衣」「羽織」と表現されるとおり羽毛を用いた布や衣装は日本にも存在し、植物素材を用いた蓑と違って雨露を通さず、保温性と軽さを備えた素材として羽毛が珍重されていた（上代のみならず § 近世以降の日本の例も参照）。

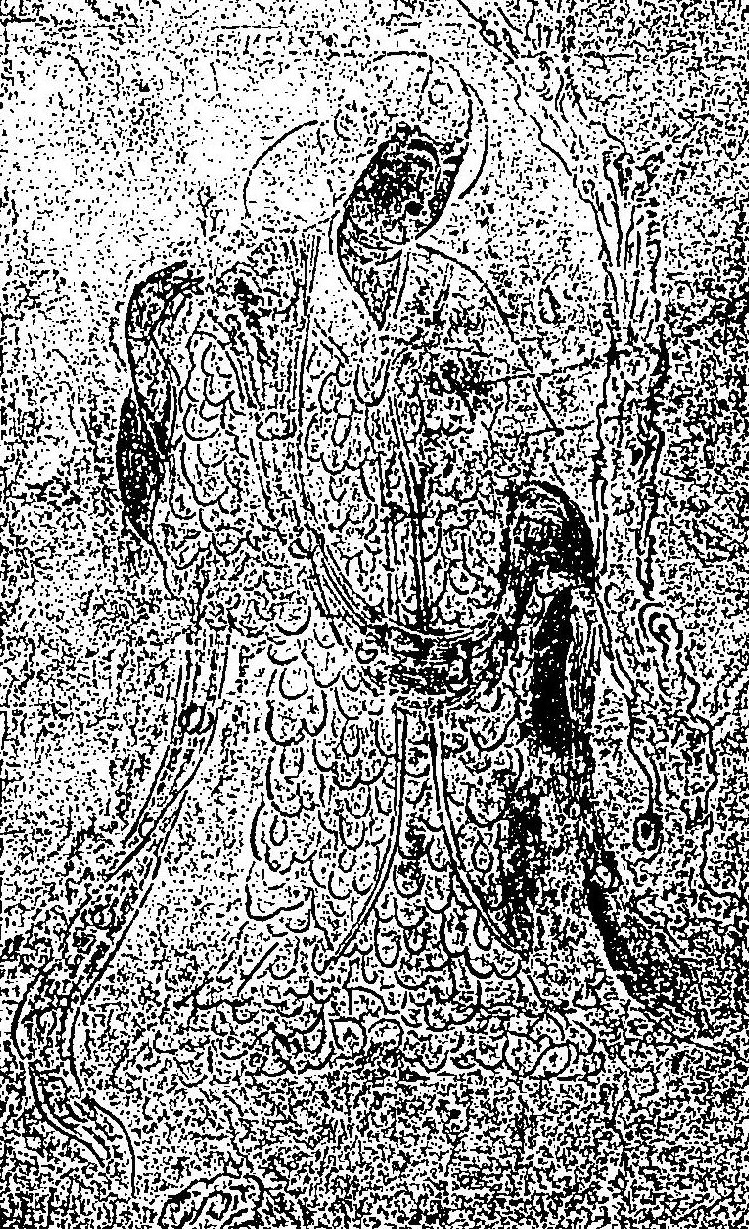
鳥毛立女屏風　第２扇 （部分）―正倉院御物。奈良時代。絵画、ヤマドリの羽も使用

奈良時代に正倉院に収められた鳥毛立女屏風は、一見、白描にみえるが、彩色もあり、衣服に鳥（ヤマドリ）の羽毛が貼られていた。とりわけ、6扇あるうちの第2扇の立女の衣装（上図）は独特で、"花弁状の形を上から下まで鱗状に重ねて"おり「羽衣」だとされる。これは唐の時代に羽毛を織物にして衣服に仕立ていたことの影響とみられる。さらにいえば、これは"（中国の）神仙の（羽毛でできた）羽衣の系統"であると小杉一雄は位置づけている。
日本の羽衣伝説のうち、『近江国風土記』逸文にみえる、伊香の小江（現・余呉湖）の伝承の、白鳥になりすました天女らは、「天の羽衣」を持っていた。しかし『丹後国風土記』にみえる天女は「衣裳」をまとっていたとのみ記される（ただし、"やはり羽衣の類とみなされていただろう"と、推察されている）。
『竹取物語』（平安期成立？）では、かぐや姫が空飛ぶ車に乗って月の宮に飛翔するため、迎えの天人たちが持参したという「羽衣」は飛行手段としては使用されないが、考察ではかぐや姫が天女（仙女）たるに必要な品、と位置づけされる。

### 絹製やヒレの形状

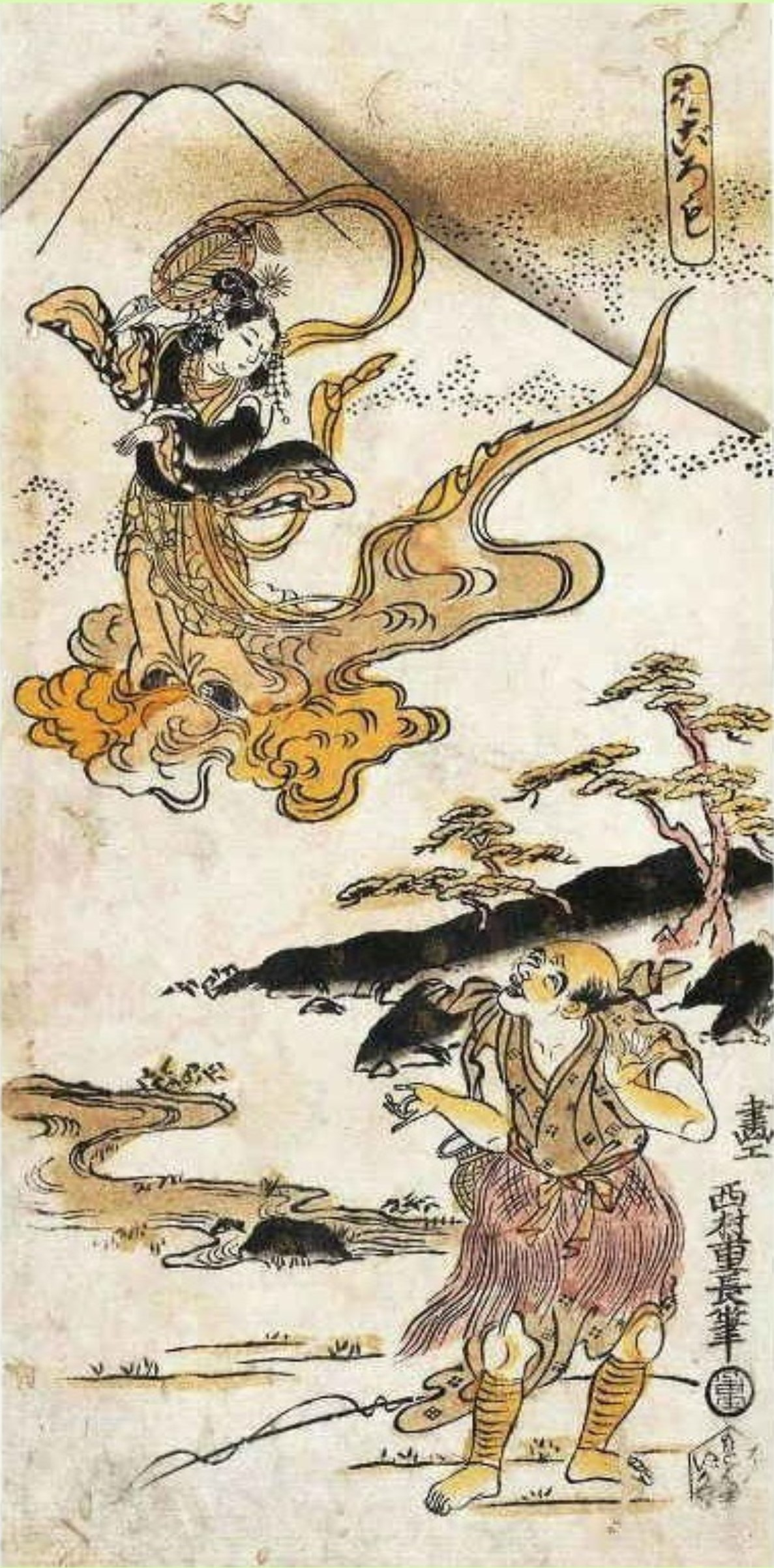
西村重長による絵「羽衣」。左上に（ヒレ状の）羽衣をつけた天女が見える。

柘枝仙媛の伝説では、古例ではいかにしてこの姫が天女として飛び立ったか不詳であるが、平安時代の異聞では「ひれ」つまり肩巾か領巾をかけて飛び立ったことになっている。
すなわち"古代の人々が「領巾」と称した薄絹の細長いスカーフ"が、少なくとも後世における「羽衣」図像の標準的な形状となっている。
能の『羽衣』で、天女の役の能楽師が舞うときに身に着ける「羽衣」は、白っぽい薄地の絹（きらびやかな厚手の絹のこともある）が使われる。これは本来の天の羽衣のあくまでヒントとなるものであるが、薄い透目の絹は、古代中国でも珍重され、弥生時代の遺跡にも出土があるから、民俗学専門の意見ではないが、上代の仏教美術の天女像と"羽衣伝説に登場する天女とは同源"ではなかろうか、と繊維学（絹）の権威の布目順郎（ぬのめ・じゅんろう）は推論する。
ただし、「天女」のことを辞書等でひもとくと仏教の天女の解説がみられるが、竹取説話の天人も、じつは仏教でなく神仙思想（道教）の影響を受けている、と論じられる。奈良時代頃に中国からもたらされた羽衣伝承も、神仙の鳥の羽でできた衣をイメージていた、という小杉論は上述した。

## 中国
いわゆる羽衣に関する説話としては『玄中記』（西晋、300年頃[?]）に複数例がある。うち「姑獲鳥」という妖怪については「衣毛為. 飛鳥、脱毛為女人（毛を着ると鳥になり、毛を脱ぐと女になる）」とみえ、「衣毛」が「羽衣」だと意訳される（『本草綱目』に引用）。
郭璞撰『玄中記』だが、これに続けて「毛衣女」（『羽衣天女』の類話）があり、豫章の青年が、6，7人の乙女のひとりから「衣毛」（羽衣）を奪い、他は飛び去ったが、地上にとどめられた乙女を妻にした。しかし数年後、稲束の下から衣を見つけ、飛び去ってしまった。こんどは三着の衣を持ってまたやってきて、今度は三人の娘も連れ去ってしまった。後年、この（羽衣女たちのこと）を「鬼車」と呼ぶようになった、と記載される（「羽衣女」説話）。これは（白鳥処女説話系の世界最古の文献例に挙げられるが、これも西晋の少し後の年代の『捜神記』に、ほぼ同じ内容の類話がみられる。

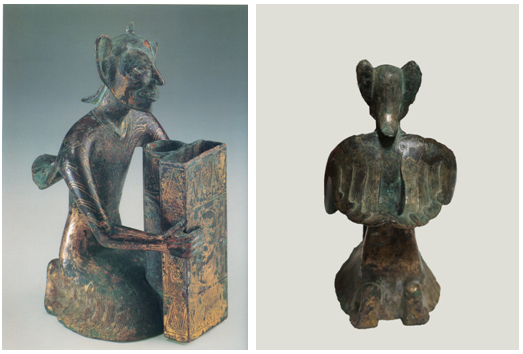
青銅羽人像―前漢・長安城址で出土

中国の神仙思想の羽衣には、古くをたどれば中国の「羽人」があるという。文献上は『楚辞』など例が乏しいが、図像例などが知られる。前漢（西漢）の青銅羽人像（上図）は、羽をもち（有翼）着衣であるが、前漢の墓の壁画では、"蓑のようなケープ状の羽衣"（うい）を着た2例を挙げることが出来る。
羽人は本来は神界に生まれ出づる存在で、仙人（僊人）と同一視されていた。しかし、仙人の意味合いが、だんだん人間が修行すればなれる存在、神仙境に棲めるようになった道士だ、というように変遷していったと考察されている。『漢書』郊祀志等には、武帝のおかかえの方士の欒大（五利将軍）が羽衣の着用を許されたとあるが、これには俗世とはなれたものの衣服の意味合いがあったようである。初唐の学者顔師古の注に「羽衣は鳥の羽を以て衣を為る、其は神遷の飛翔するの意を取る也」としている。
初唐（あるいは武周）の則天武后については、寵愛する張昌宗に「集翠」すなわちカワセミ（翡翠）の羽毛製の羽衣を与えて着させたとある（薛用弱撰『集異記』）。
盛唐にいたると、玄宗の編曲とされる「霓裳羽衣の曲」にまつわる作り話において（『太平広記』所収）、玄宗が仙人の羅公遠に連れられて仙女が舞っているを聞いた曲であるとされている。「霓裳」「羽衣」は舞う仙女たちが身に着けていたものとみなされるが、皆「素練（しろい練り絹の）寛衣（広くゆとりある衣装）」を着ていたともあるので、仙人の羽衣が絹だったという認識がうかがえる。
後世には、白鳥処女型に分類されるが、かならずしも「羽衣」とはいえない「衣」をうばって牛飼い（牽牛）が天女（織姫）を妻にしたという、いわゆる「七夕・天人女房」型が、中国各地で民話として伝わっている。また連れ帰られた彼女を追って牛飼いも天に昇るのだが、その手段は天の衣装や帯以外にも、牛や牛の皮で飛ぶことが多い。牛皮で飛べるというのは不自然であるが、呉暁東の説では織姫の原型は蚕（蚕女）であるので、「蚕馬」（『捜神記』）において、馬の皮が蚕の繭になったという養蚕起原神話が影響したとする。この説を抜きにしても、中国では織姫のことを（植物繊維の織物等でなく）とくに養蚕の神（天より折りて人間に養蚕を伝えた存在）とみなしている。すなわち、織姫のように、天上の天女は蚕の繭から糸を紡ぎ、織られた絹の衣服を着ていたという通念は（少なくとも後世には）あたりまえであった。
鶴の腹毛を織り込んだ布は鶴氅（かくしょう）または鶴氅衣と呼ばれ、これも（唐代の頃には）衣装として実在した。唐や宋の宮廷の衛兵の制服となっていたほか、平民は男女が着、これもまた方士や道士が着るものともされた。

## 近世以降の日本

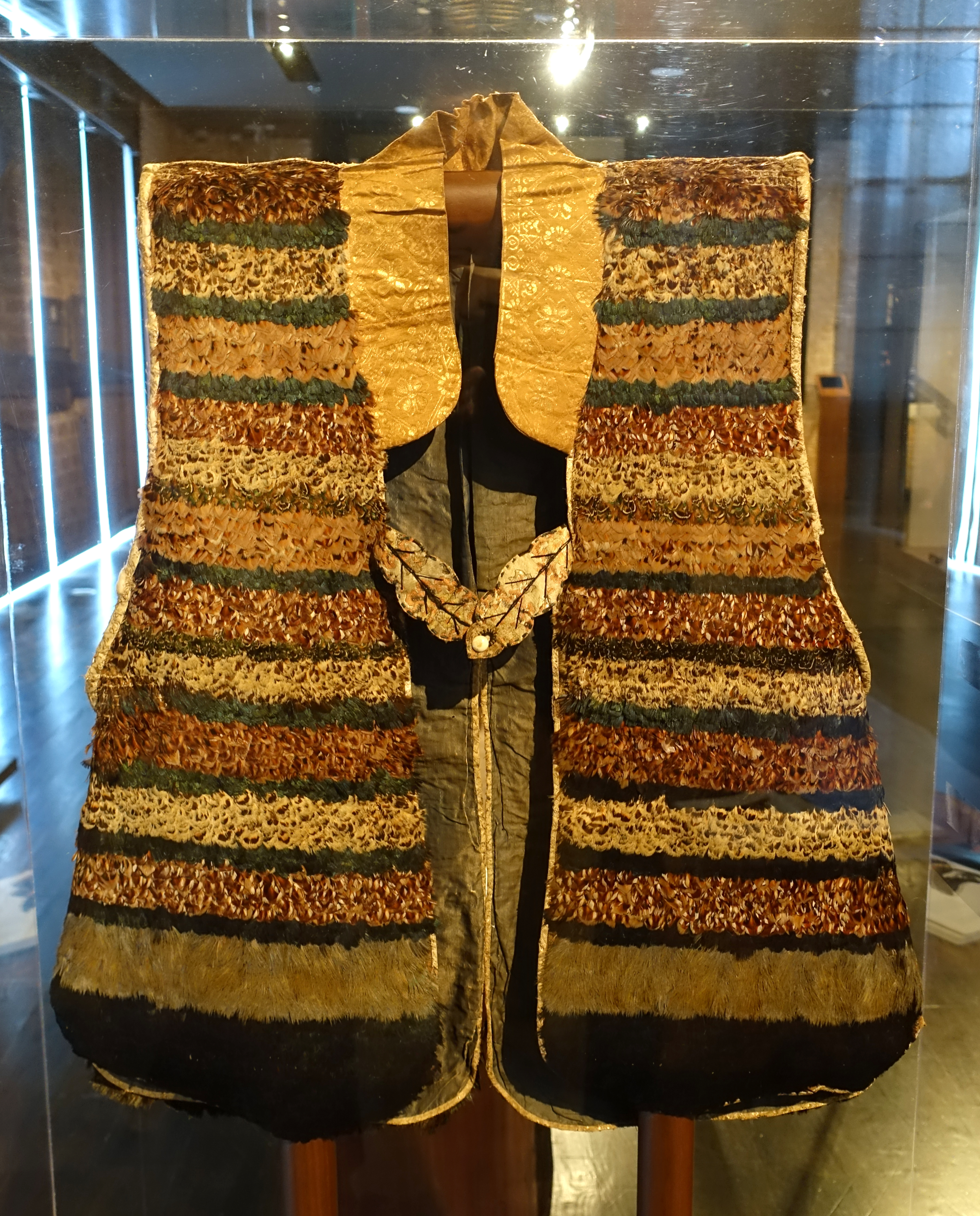
キジの羽根を用いた陣羽織―桃山から江戸初期・アン・アンド・ガブリエル・バービー・ミューラー博物館蔵

桃山時代から江戸初期にかけては陣羽織が武将の間で流行し、素材として水鳥やヤマドリ、ニワトリ、クジャクやツルの羽根などが用いられた。製法は織物地に羽根の軸を綴じつけたもの、羽毛を並べて根元を紙で挟んで貼り合わせたのち屋根を葺くように縫い合わせたものなど様々で、山鳥の赤い胸毛を生地とし、白い羽根で瓢箪を表した豊臣秀吉愛用の瓢紋鳥毛陣羽織は稲葉山城の戦いの軍功として伊木忠次に与えられ、伊木家に伝えられた。また、江戸中期に作られ伊達重村所要と伝わる孔雀毛織陣羽織は絹の生地にインドクジャクの上尾筒の羽毛が織り込まれている。
江戸後期に記された経世論『経済要録』には、羽毛を使用した織物として以下のような記述が見られる。

活物の毛に織物となす者甚だ多し（略）鶴の毛鵠の毛、鵝の毛等も綿に打混て毛布を織たるも甚だ美なる者なり、秋田の白鳥布も其名最高し

## ゲルマン神話
北欧神話における羽衣は、神やヨートゥン族（巨人族）がもちいて鷹や鷲の姿になれる架空の器具（あるい形態/変身能力）である。好例として、女神フレイヤは「羽衣」（古ノルド語: fjaðrhamr）あるいは「鷹の羽衣」（古ノルド語: valshamr）を持ち、これは他者に貸しだすことができる；また巨人のスィアチも同様に「鷲の羽衣」・「鷲の変わり身」（古ノルド語: arnarhamr）を所持していた。
女神フレイヤの羽衣は、古・新エッダの、「スィアチのイズン略奪」や「トールの槌取りもどし」のエピソードに登場するが、いずれもロキが借用して用務をこなす運びとなっている。
女神フリッグも羽衣を所持していたが、これもロキが使用していたときに巨人のゲイルレズに捕獲され、解放条件として丸腰のトールをおびき寄せる役目を指示される。
ゲルマン神話（北欧神話）における羽衣については、より広義な「飛行能力」というトピックで扱う例がみられる。その広義においては、オーディンの鳥変身と飛翔や、名匠ヴェルンドの飛行も含まれる。なぜ「羽衣」にとどまらず、「飛行能力」という、より広義の枠が必要か、というと、オージンの「鷲の羽衣」は、文字通り「羽衣」衣装にとる論説もあるが、異論として、「衣」は言葉の綾で、「鷲の姿に変った」という意味だというのが現代では一般的解釈であり、魔術による変身である、との見解もある。また、 ヴェルンドの飛行も、変身魔法の環（腕輪）を使ったという説があり、あるいは飛行装置として「（人工の）翼」（「羽衣（fjáðrhamr）」みたいなもの）を使ったという原文記述もある（詳細は § 鍛冶師ヴェルンド参照）。

### スィアチのイズン略奪
スィアチのイズン略奪の説話（原典は新エッダ「詩語法」）では、鷲の姿に化けた巨人スィアチが神族たちの食事にあらわれ強引に相伴しようとし、ロキが攻撃するが、鷲に連れ去られ、解放とひきかえに女神イズンの拉致の片棒をかつぐ。イズン失踪はロキの関与が露見して裁判、ロキはイズン奪還を約束。決行のため女神フレイヤの鷹の羽衣を借りうけ、ヨートゥンヘイムへと飛び立つ 。
この事件についてはスカルド詩『長き秋』にも言及があり、フレイヤの衣は「鷹の飛行皮」（hauks flugbjalfa） と言い回しされている。同詩では巨人は「鷲の衣/姿」（gemlishamr）を使用する、とある。

### トールの槌取りもどし
『スリュムの歌』にみえる、いわゆる「トールの槌取りもどし」のエピソードでも、鎚の行方をさぐりにロキが巨人国に遣わされることになり、その旅のため、フレイヤの羽衣をかりうけて飛んでいき、帰ってくる。

### トールとゲイルレズ
ロキはまた、フリッグの羽衣を借りて巨人国（ヨートゥンヘイム）のゲイルレズの砦（または「〜宮廷」、Geirröðargarða）を訪れ、鷹（ハヤブサ）の姿でいるときに捕まってしまう。羽衣は「鷹/ハヤブサの皮」（ valshamr）と呼ばれている。

### オーディン

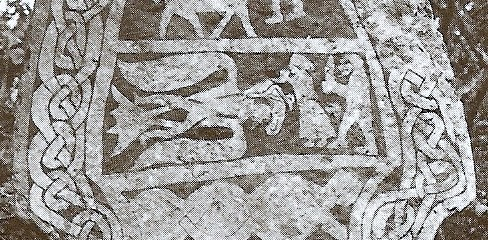
スウェーデン・ゴットランド島の絵画石碑。
鷲はあごひげをたくわえておりオーディンの仮の姿。右、詩の蜜酒をもつグンレズ、巨人スットゥング。―ストラ・ハンマース石碑 III号

オーディン神は、動物の姿に変身することができるとされ、『ユングリング家のサガ』に言及されている。また、 詩の蜜酒の逸話（「詩語法」に挿話）には 、オーディンが鷲の羽衣を着た、というようにも解される表現があるが、これは「鷲の皮衣（arnarhamr）に着替えた」というより「鷲の形（arnarhamr）になった」と解釈するほうが、現今学会では主流のようである。ある考察者（ルッジェリーニ）によれば、オーディンは変身の魔術を使えるので羽衣のようなアイテムを必要としないが、巨人のスットゥングはおそらく羽衣を使役しているのだろう、としている。

### ヴェルスンガ・サガ
『ヴェルスンガ・サガ』で英雄シグルズの家系「ヴェルスング家」を興したヴェルスングは、レリル王の子であったが、それまで王妃が懐妊しなかったため、王がオーディンとフリッグに救いを求めた。すると神々はその手下、ヴァルキュリャにして巨人の娘フリョーズを子宝のリンゴを届ける使いに出した。フリョーズは 「カラスの羽衣」（krákuhamr）に着替え（すなわち「カラスの姿」に扮して）、王に届けた。

### 白鳥の乙女
白鳥処女説話の典型例であるが、『ヴェルンドの歌』（鍛冶師ヴェルンドのエッダ詩）序文によれば、三人の白鳥処女にしてヴァルキュリャたちは、「白鳥の羽衣」（álptarhamir; 単数形：álptarhamr）を所持しており、これらをもって白鳥に変身することができた。その乙女らは鍛冶師ヴェルンドら3兄弟の妻となった。
これと相似や関連性が指摘されるのが、「皮」（hamir）を持つ8人のヴァルキュリャである（『ブリュンヒルドの冥府への旅』に言及）。

### 鍛冶師ヴェルンド

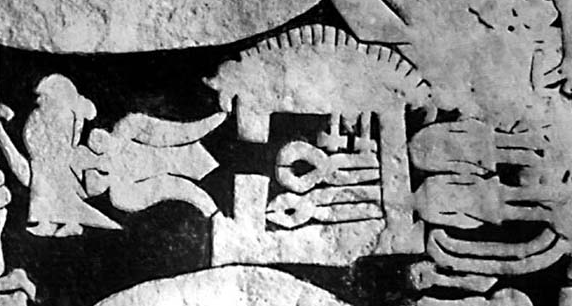
ゴットランド島の石碑（9・10世紀）。
名匠ヴェルンドの鍛冶場（中央）と、王女ベズヴィルド（左）の間を、巨鳥のようなヴェルンドが飛びぬけてゆく ―アードレ石碑 VIII号

鍛冶の巨匠ヴェルンド（古ノルド語: Völundr）は、なんらかの手段を持って飛翔し、ニーズズ（ニズハド）王の捕獲から逃亡することがエッダ詩『ヴェルンドの歌』で語られる。この作品（エッダ詩）の原文には「翼」や「羽衣」を使ったと明言はされていない、しかし、別の作品（散文エッダ、以下詳述）から翼（≈羽衣）を使ったことが書かれているので、補遺文として「そして彼は翼をこしらえ、[移動手段を]足から[その翼に]替えてニーズズからの脱走をもくろんだ」と挿入する訳出例もみられる。また、鳥の羽よりこしらえた羽衣を使った、とも解説される。あくまでエッダ詩の文言に限っていえば、ヴェルンドは、兵に奪われた「水かきのついた足」を取り戻した、と解される言葉を発しており、これは白鳥のような水鳥に変身することを可能にするアイテム（たとえば環か指輪）を取り戻したのかもしれない、と推論される。別の解釈では、ここは「足」ではなく「翼」と意訳したほうが正しく、すなわち「羽衣、あるいは人造の翼」を得て飛び去ったのだ、としている。
詩文のうがった解釈で「翼」と書かれているとするならば、これは『シズレクのサガ』（ドイツ文学の古ノルド語訳）の「ヴェーレントの話」の部に収められた説話と合致する。サガによれば、ヴェルンド（サガではヴェーレントと表記）の兄弟エギルは、鳥を射落として羽を集め、その素材をもらったヴェルンドが一対の翼を作ったとされている。そのあたりの展開は、8世紀の鯨骨彫刻のフランクスの小箱の描写でも傍証される。
サガの記述によれば、ヴェーレントが作成した道具は「翼」（古ノルド語: flygill）であるが、この単語は他に例を見ず、ドイツ語で「翼」を意味するフリューゲル（Flügel）を一度限りで流用した外来語とされる。そしてその「翼」は、グリフォンとハゲタカとダチョウの羽でできた羽衣（古ノルド語: fjaðrhamr）のようであった、としていて、「羽衣」そのものとはしていない。ただし、この「翼」を意味する単語は単数形で使われており、複数（一対）でないとつじつまが合わないから、要するに「羽衣」と同義語としているのだ、という解釈もされる。
サガの元になった低地ドイツ語の原典では、おそらく「翼」の意味で使ったのだろうが、ノルド語への翻案者が「羽衣」のようなものと脚色したのではないか、と考えられる。サガでは、兄弟のエギルは羽の素材集めだけでなく、飛行試行もさせられる。さらには、ヴェーレントが飛び立ち逃げると、エギルはこれを射落とせと王に命じられ、しかし以前からしめしあわせたように血袋を命中させ、死を偽装した。

### 比喩表現
既に指摘したように、hamr の単語は、「皮（衣）」（物体）とも、「形」（抽象的なアイデア）ともとれるのであって、一見フレイヤは「羽衣」を持っていて他者に貸し与えられるようにおもえるが、近年の学者はこれを女神の「属性 attribute」 （飛翔能力など）であると注釈している。フランスのヴァンサン・サムソン（Vincent Samson）は、hamr とはじつは、抜け出した魂が具現したものであるとしており、フランソワ＝グザヴィエ・ディルマンも、hamr を「魂の外部的的な形」と定義している、と指摘する。

### ケルト素材のゲルマン言語訳
「羽衣」ではないが、マリー・ド・フランスが古フランス語に起こしたブルターニュの詩集（レー）の古ノルド語訳、『ストレングレイカル』では、狼の姿への変身のことを hamr  と形容している。

#### ブラドッドの翼
別の例では、ブリトン人の伝説の王ブラドッドが、人工の翼（alia）を飛行装置として使い空を飛んだ話（ラテン語の『ブリタニア列王史』に所収）があるが、これが古ノルド語や中英語の翻案では「羽衣」と形容される。古ノルド語の『ブリトン人のサガ（Breta sögur）』では、王の翼は「羽衣」（fjaðrhamr）と記述されるが、あくまで飛行服の意味であって、鳥への変身の意味ではない。
一方、ラヤモンが中英語におこした『ブルート』でも、ブラドッド王の翼は、「羽衣」（中英語: feðer-home）と記述される。

### 織物
オーセベリ船とともに埋葬されていたタペストリー断片にも、鳥人のようなものが描かれているが、神々が羽衣を着た姿かもしれない。ただ、何者かの特定や性別はむつかしい。

## ケルト文化
ブリトン人の国の王が空飛ぶ翼ブラドッドを製作したと偽史（『ブリタニア列王史』）に伝わり、他国で「羽衣」と翻案されてことは既に述べた。
中世アイルランド史上も、詩人が特別な羽衣を着用したとされる（以下詳述）。

### 詩人のマント
アイルランドでは、フィリ（fili）と呼ばれる特級詩人がトゥゲン（tuigen）という羽衣を着用した（アイルランド語 en は「鳥」の意）。中世の『コルマクの語彙集』に言及されている。文中では古代ローマのトガのような貴重品だとの（ラテン語の）説明があるが、鳥の皮や羽をつかった色彩ゆたかな衣装だったことが詳述される。
伝・コルマクの記述によれば、トゥゲンは「鳥の覆い」を意味する名前であるとする。"なぜならば、詩人の羽衣（トゥゲン）は、腰帯（ベルト）より下の部分が白や多色の鳥皮でできており、羽衣（トゥゲン）の腰帯から首までの部分は、牡鴨の[青]首や冠[羽]でできている"、とされる。
この羽衣（トゥゲン）については、中世の『権利の書』にも記載があるとされるが、これはあくまで訳者オドノヴァンの解釈に従えば、のことである。『権利の書』ではベネン・マク・セスクネン（Benén mac Sescnéin）の詩の引用があるが、オドノヴァン訳では、"カシェルの王たちの権利は、アイルランドの筆頭詩人とそのタデン（Taiḋean）)のもとにあり"としており、タデン（Taeidhean) とはトゥゲンと同じ、「羽衣」のことだとしている。。しかし辞書ではタデン（taíden）とは"団、兵団"等の意であり、マイルズ・ディロンによる英訳ではタデンは「集会」であり「羽衣」と無関係である。
トゥゲン（tuigen）の羽衣については、『二賢者の対話』にも言及がある。その作品によれば、アルスター王国に帰参したネーデ[?] （Néde、アドナ・マク・ウティジル[?]の子）が、父の持っていた筆頭詩人（オーラヴ）の地位を、就任したばかりの後継者フェルヘルトネ（Ferchertne）から奪い戻す。そしてネーデは、オーラヴの椅子に座り、（オーラヴの）ローブ（tuignech）を着たが、それは三色から成っていた 、すなわち、中位は鮮明な鳥の羽、裾のほうにはフィンドルーネ（findruine、琥珀金）が散りばめられ、上半は黄金色だった。以上は散文の記述で、筆頭詩人の「ローブ」の語は「トゥゲン」ではなく変形の「トゥグネヘ」が充てられているが、このあと排されたフェルヘルトネが、自分を追いやった相手の正体を見破ろうとする問答が詩体で語られており、そこに「トゥゲン」とみえる（ネーデは若さをごまかすために草か苔であごひげをあつらえていたが見破った）。
トゥゲンは、17世紀、エオヒド・オーホウサ[?]に寄せた挽歌にも、比喩的にだが言及される。
古ノルウェー語で書かれた『王の鏡』では、アイルランドの奇異（第11章）のなかで、鳥の羽の生えるアイルランドの狂人について記述される:
これまた別件だが、さしずめ奇異に思われるだろうはずなのが、「ゲルト」と呼ばれる人間たちだ。人間がゲルトに変わるのは、次の様な次第らしい：敵対する勢力が衝突し、二つの隊列になって揃い、両側がおそろしい鬨の声を挙げると、臆病で若輩で戦団にくわわったためしのない者どもが、ときおり、とてつもない恐怖にとらわれ、正気を失い、皆から逃げうせて、森に入り、獣のように餌をあさり、野獣のように人と会うのを避ける。また、伝えられるところ、このような人族が二十年森の中で暮らすと、鳥のように体に羽が生え、霜や冷気から守ってくれる。しかし、鳥のように飛翔できる大きな羽はない。されど、絶大な迅速さで、人やグレイハウンドさえも近寄らせないという。なぜならば、サルやリスにせまる速さで樹木を駆け上がることができるのだ。
―原文は古ノルド語、英訳より重訳。
上述の「ゲルト」が羽を生やすという話は、アイルランド語 geilt （「狂人」の意）に言及しており、とりわけ『王の鏡』で記述されたように、恐怖から戦線を離れ狂人と化した者を指すとされる。この geilt の語を用いた例として、「狂気のスヴネ」（Suibne Geilt、英語では"Mad Sweeney"）という伝説上の人物の綽名に用いられており、この人物は鳥のような羽を生やしたと、『スヴネの狂気』に記述される。
ギリシア神話の伝令神ヘルメースは、有翼のサンダル（ラテン語ではタラリア）を履くとされるが、ギリシア古典（『アエネーイス』等）のアイルランド語翻案では、伝令神さは「鳥の覆い」や「羽衣（羽のマント）」とされている。

## ハワイ
ハワイ先住民の伝統では羽衣（「羽のマント」等とも表現）は、アフウラ（ʻahu ʻula）と称し、原則的には、大族長や王族（アリイ）しか身にまとうことはできなかった。
赤い羽根の素材は、ほぼたいてい赤色のベニハワイミツスイ（イイヴィ、ʻiʻiwi）のものが使われた。黄色い羽根は、全体的には黒いが、羽根裏にわずか黄色を貯えた羽根の部分が採取された。すなわちフサミツスイ属 オオ ʻōʻō や キゴシクロハワイミツスイ (ハワイ名：マモ mamo）が対象。
王族用の御物には、カヒリ（kāhili）と称する、羽根を先端につけた竿のような国家象徴の儀仗があった。 ナヒエナエナ姫の肖像画（⇒右図を参照）では、カヒリを持ち、羽衣を纏っている。姫は、羽衣と羽根のコロネット（小冠）を着、これにパウ（ pāʻū）というスカートを合わせていた。パウは普通は樹皮布（カパ/タパ）製であるが、ナヒエナエナ姫は羽根でしつらえた豪華なパウを所有していたことが知られており、彼女の葬式でもお披露目された。
その他の著名例：
- カメハメハ大王の羽衣 -すべてマモの羽根で覆われており、歴代のハワイ王が用いた[203]。
- キワラオ の羽衣 -キワラオ（英語版）王が召していたが、腹違いの弟カメハメハがこれを弑して入手した。指導者の象徴で、族長が戦時の陣羽織としたという[187]。

### ハワイの神話
ハワイの神話では、神族の英雄が敵を灰燼と帰すというのカパ外套（異話では羽根スカート）をもらい受ける。英雄アウケレヌイアイク(ʻAukelenuiaʻīkū)の伝承によれば、アウケレは、モオイナネア（Moʻoinanea）という神竜の女族長から祖母であると明かされ、竜の尻尾の切れ端が変化した「灰のカパ」（kapa lehu）を賜る。このカパ外套を纏えば、英雄が触れる敵はみな灰と化してしまう。祖母はこの武装でもって、運命の妻となるナマカオカハイの求婚に旅立たせるが、それは彼女は闖入者を攻撃でもって迎えることがあらかじめ予知できていたからだ。ただナマカには「灰のカパ」の攻撃は効かないという。その理由は明言されないが、ナマカもまた神竜の孫か子孫で、やはり敵を灰にするパウ（スカート）とカヒリを授けられていた。異本（再話）では、アウケレのほうがモオイナネア（Ka-moʻo-inanea）より羽根スカートとカヒリを授かるが、これらを"震わすと.. 敵を灰燼と帰す"とされる。
また、上述のナヒエナエナ姫の所有した羽根の衣装についての、ある研究者の考察によれば、 これには厄祓い的な守護力（"女性の生殖器の力"）が込められているとみなされており、それは女神ペレが妹のヒアカに渡したパウに比類するとしている。

### マオリ
ポリネシア文化圏に共通して、特に赤い羽根を尊ぶ風習があり（トンガ、フィージー、タヒチ、サモア等）、交易もされていた。羽根をあしらった衣装も他のポリネシア圏でみられたが、羽衣（羽のクローク）は、ハワイをのぞけばニュージーランドに限られるという。
ニュージーランドのマオリ族の羽衣はカフ・フルフル（マオリ語: kahu huruhuru）と呼ばれ、長方形の例が残存する。もっとも珍重されたのは族長の象徴である赤色の羽根で、その羽衣はカフ・クラ（kahu kura、「赤いケープ」の意）と称し、赤羽根の素材にはミヤマオウム属（マオリ語: kaka）の羽が必ず使われた。
今現在も階位や尊敬を示す物品として利用される。

## ブラジル
ブラジル沿岸のトゥピ族、特にトゥピナンバ族にも羽衣の伝承がある。その特別な羽衣は、現地語（トゥピ・グアラニー語族）でグアラ＝アブク（guará-abucu、gûaráabuku）というが、グアラ（guará）という鳥（ショウジョウトキ）の赤羽根をもちいることからそう呼ばれる 。フードがついており、体ぜんたいを羽根が覆って鳥への変身を表しており、尻の部分のピース（enduap）まで付属していた。この羽衣は、 トゥピ族のシャーマン（pajé、 paîé）が儀式で着用するもので、宗教的・神聖的な意味合いを持つとされる。さらには合戦で武装する時も着用することが知られるが、これについては軍人は生贄の儀式において鳥の姿を借りるものであり、その敗者（人身御供の対象）もまた鳥を模した格好にさせられるのだ、と解説される。